# Darius Kasparaitis
Darius Kasparaitis (rusky: Дарюс Владович Каспарайтис, Darjus Vladovič Kasparajtis; * 16. října 1972, Elektrėnai, Litevská SSR) je bývalý litevský a ruský hokejista, který hrál na postu obránce a v současnosti[kdy?] působí jako hlavní trenér litevské reprezentace a asistent trenéra v ruském klubu SKA Petrohrad.

## Hráčská kariéra
V nejvyšší soutěži začal hrát v sezóně 1988/89 za klub HK Dynamo Moskva v sovětské hokejové lize. V roce 1992 ho v úvodním draftu NHL vybralo mužstvo New York Islanders již v prvním kole jako pátého v celkovém pořadí. Už v následující sezóně se dostal v dresu Islanders na led a odehrál za toto mužstvo téměř pět sezón. V sezóně 1996/97 přestoupil k týmu Pittsburgh Penguins, kde setrval téměř šest sezón. Během sezóny 2001/02 přestoupil do Colorada Avalanche, za tento klub však odehrál pouze jedenáct zápasů. Následující sezónu již oblékal dres New York Rangers a tomuto klubu je věrný dodnes. Během stávky v NHL v sezóně 2004/05 hrál za klub Ak Bars Kazaň v Ruské hokejové superlize. Na sezónu 2005/06 měl s newyorským klubem uzavřenou smlouvu na 3,344 milionu dolarů a hrál s číslem 6. Po sezoně 2009/10 ukončil hráčskou kariéru.
Od sezony 2013/14 se k hokeji vrátil, ovšem nepříliš aktivně. V litevské lize, kde nastupoval za celek Hockey Punks Vilnius, odehrál v letech 2013–2017 celkem 7 zápasů, ve kterých získal 22 bodů. V sezóně 2017/2018 nastoupil k jednomu zápasu za Energija Elektrėnai, v němž jednou asistoval.

## Reprezentace
Darius Kasparaitis se 3× zúčastnil zimních olympijských her. V roce 1992 získal s týmem SNS zlatou medaili. Poté reprezentoval Rusko a v roce 1998 získal stříbro a v roce 2002 bronz.
Dne 10. listopadu 2017 si v zápase s Estonskem odbyl premiéru za reprezentaci Litvy, kterou vedl jako kapitán. Na jaře 2018 se zúčastnil divize I mistrovství světa a pomohl tak Litvě k postupu ze skupiny B do skupiny A.